# زنان در کشاورزی افغانستان

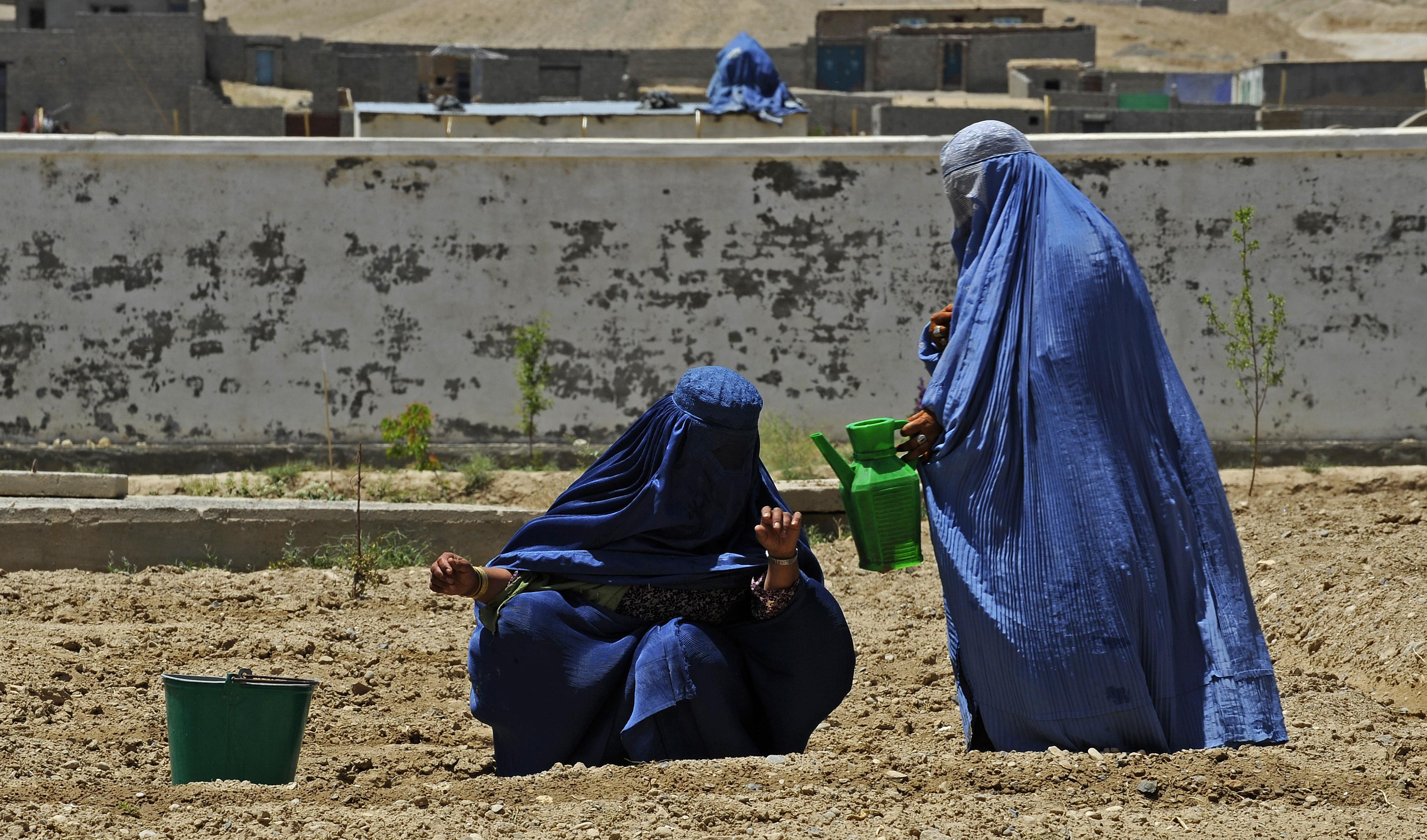
دو زن برقع پوش در ادارهٔ امور زنان قلات، در ولایت زابل افغانستان، به کشاورزی اشتغال دارند.

نقش زنان در کشاورزی افغانستان در زمینهٔ فرهنگی این کشور شکل گرفته‌است. زنان نزدیک به نیمی از نیروی کار کشاورزی و زراعت را در افغانستان تشکیل می‌دهند.

## تاریخچه
مانند آمیش‌ها در ایالات متحده، مردان افغان بر پایهٔ سنت بر کشاورزی افغانستان تسلط داشته‌اند در حالی که زنان آنها گهگاه برای کمک به مزارع کار یا مراقبت از دام به کار گرفته می‌شدند. تولید بذر را نیز به‌طور سنتی عمدتاً کشاورزان مرد در افغانستان انجام می‌دهند.
زنان در افغانستان حق مالکیت زمین پایین‌تری دارند، اگرچه قانون اساسی را می‌توان به گونه ای تفسیر کرد که به زنان اجازه می‌دهد زمین داشته باشند و قانون شریعت اسلام نیز مقرراتی برای زنان بیوه و دختران برای به ارث بردن سهمی از زمین دارد. زنانی که در برخی مناطق کشور مالک یا مدیر زمین هستند، قادر به فروش آن نیستند و زمین به شکل موروثی انتقال پیدا می‌کند.  بسیاری از زنان نیز به‌طور سنتی محدودیت‌هایی داشته‌اند و اغلب نمی‌توانند به خارج از روستاهای خود بروند. 

## کشاورزی نوین
امروزه، زنان تقریباً نیمی از نیروی کار کشاورزی را تشکیل می‌دهند، اگرچه در بسیاری از مناطق روستایی هنوز در حاشیه هستند. به کمک‌های زنان به زراعت در افغانستان اغلب کم توجهی می‌شود. زنان سهم بالایی در تولید تریاک، دام و محصولات لبنی دارند، اما به ندرت پول دریافت می‌کنند. با این حال، مشارکت زنان در کشاورزی اغلب «نه تنها برای تضمین افزایش تولید کشاورزی، بلکه برای بهبود امنیت غذایی و تغذیه» انگاشته می‌شود. زنان «نیروی ثبات در جوامع خود هستند». آنها همچنین به عنوان عوامل تغییر در خانواده‌هایشان دیده می‌شوند.
زنان در سال‌های اخیر در سازمان دهی اتحادیه‌های دهکده‌های کوچک در افغانستان نقش اساسی داشته‌اند. کار زنان با اتحادیه‌های کشاورزی نیز موقعیت آنها را در مناطقی که در آن زندگی می‌کنند بالا برده‌ است، به طوری که آنها دیگر فقط به عنوان همسر و مادر شناخته نمی‌شوند، بلکه به خاطر نقش شان در اتحادیه شناخته می‌شوند. علاوه بر این، زنان کمک کرده‌اند تا انواع جدیدی از محصولات را به کشاورزی منطقه معرفی کنند، مانند کلم، گل کلم، گوجه فرنگی و لوبیا که در بازار رقابت بهتری دارند.
در پروان-باستان، زنان این فرصت را پیدا کرده‌اند که در تولید بذر مشارکت داشته باشند و «تشکیلات بذری روستایی» را ایجاد کرده‌اند. در خارج از کابل، برنامه‌های آموزشی دهقانان برای زنان از سال ۲۰۰۹ آغاز شده‌است. این برنامه‌ها به زنان اجازه می‌دهد تا پول خود را به دست آورند و به استقلال مالی دست یابند.
سازمان‌های غیردولتی (NGO) مانند مشارکت جهانی برای افغانستان (GPFA)، به زنان کمک کرده‌اند تا در کشاورزی بیشتر مشارکت کنند. چنین ابتکاراتی به احیای باغ‌ها، احداث سردخانه‌ها و تأمین محصولات و منابع آنها کمک کرده‌است. برنامه دیگری که به زنان در تجارت کشاورزی کمک کرده‌است، برنامه همبستگی ملی (NSP) است که آن را وزارت احیا و انکشاف دهات افغانستان در سال ۲۰۰۳ تهیه کرده است. NSP منابع کشاورزی را در اختیار زنان قرار می‌دهد که ممکن است شامل کمک هزینه برای پرورش طیور، معافیت‌های مالیاتی و بازاریابی برای مشاغل آنها باشد.

## تبعیض جنسیتی
برخی از زنان افغان در فروش محصولات خود به علت جنسیت خود با مشکل مواجه هستند. یک زن از ولایت بغلان تجربه خود را چنین تعریف می‌کند: «وقتی با دکانداران روبرو می‌شوم که در مورد فروش میوه‌هایم صحبت می‌کنم و آنها به من می‌گویند برو و مردی از خانواده خود را بفرست؛ تو که زن هستی، واقعاً من را عصبانی می‌کند.»